# Secularismo na Síria
Um processo de secularização na Síria ocorreu sob o mandato francês na década de 1920. A Síria é governada pelo partido nacionalista árabe Baath desde 1963. O regime Baath combinou o socialismo árabe com elementos de ideologia secular e um sistema político autoritário que também incorporava aspectos da lei islâmica, com diferentes sistemas judiciários operando para minorias religiosas. Cristão e xiitas tendem a apoiar o governo do país desde a guerra civil síria. O país possui uma ampla diversidade religiosa.

## Na constituição
O Artigo 35 garante a liberdade religiosa para todas as comunidades religiosas reconhecidas, não podendo se formar partidos com identidade religiosa, de gênero ou racial.
(1) A liberdade de fé é garantida. O estado respeita todas as religiões. (2) O Estado garante a liberdade de realizar quaisquer ritos religiosos, desde que não perturbe a ordem pública.
Casos civis e criminais são ouvidos em tribunais seculares, enquanto os tribunais da Sharia tratam de questões pessoais, familiares e religiosas em casos entre muçulmanos ou entre muçulmanos e não-muçulmanos. Cada comunidade religiosa tem autonomia legal no país. O governo russo também implementou mudanças na constituição síria que previa mais secularização da justiça. Se promoveu também o fim da poligamia e o casamento civil.